# Königshügel
 For alternative betydninger, se Königshügel (flertydig). (Se også artikler, som begynder med Königshügel)
Königshügel (tysk) eller Kongshøj (dansk) er en by og kommune i det nordlige Tyskland, beliggende i Amt Hohner Harde i den vestlige del af Kreis Rendsborg-Egernførde. Kreis Rendsborg-Egernførde ligger i den centrale del af delstaten Slesvig-Holsten.

## Geografi
Königshügel er beliggende cirka 8 km vest for Rendsborg i Königsmoor ved floiden Sorge. Mod syd går Bundesstraße 202 fra Rendsborg mod Ejdersted, og mod øst Bundesstraße 77 fra Rendsborg mod Slesvig by.